# Norma Ruiz Izquierdo
Norma Ruiz Izquierdo (Madrid, 9 de juny de 1982) és una actriu i ballarina espanyola.

## Biografia
Norma és la menor de quatre germanes. De petita aspirava a ser ballarina professional. Una de les seves germanes, professora de ball, li va ensenyar a ballar sevillanes amb quatre anys i als vuit va entrar en una escola de ball. Va ser en la companyia de Miliki i Rita Irasema on va fer el seu primer treball, El flautista de Hamelin, que va estar representant durant un any. Després va entrar en el conservatori per a aprendre dansa espanyola. Antonio Canales i José Racero la van triar per a alguns espectacles, actuant —per exemple— al Palau Sant Jordi de Barcelona.
Als 19 anys una lesió la va apartar del món del ball, encara que va decidir continuar ballant durant un temps en musicals per a costejar-se la carrera d'interpretació. Va decidir, llavors, matricular-se en el Centre Universitari d'Arts TAI a Madrid. En el seu últim any li va arribar l'oportunitat, de la mà d'estudiants de direcció del mateix centre, per a participar en la pel·lícula més barata del cinema espanyol: La fiesta, que només va costar 6000 euros en 2003. Després va participar en la independent The tester, de Fernando Núñez Herrera. Ja el 2010, va estrenar La herencia Valdemar i la comèdia Tensión sexual no resuelta i el 2011 La herencia Valdemar II: La sombra prohibida.
També va participar en obres de teatre i musicals com Sonrisas y lágrimas, Al compás son seis, Aires tradicionales, Esta noche hay que matar a Franco, Stabat mater, Por los pelos i El tiempo y los Conway.
A televisió, ha participat a les sèries Aquí no hay quien viva (Antena 3, 2005), La sopa boba (Antena 3, 2004) o Cuéntame cómo pasó (La 1, 2006). Encara que els seus papers televisius més coneguts han estat els de El auténtico Rodrigo Leal (Antena 3, 2005), Yo soy Bea (Telecinco, 2006-2008), Gavilanes (Antena 3, 2010-2011), Parejología 3x2 (Telecinco, 2011), Supercharly (Telecinco, 2011).
Entre 2012 i 2013 treballà a Frágiles de Telecinco. També, va formar part del repartiment de dos telefilmes en 2011 sobre Carmen Cervera en la qual va donar vida a Blanca Cuesta i Rocío Dúrcal, volver a verte després que el paper fos rebutjat per la filla de l'artista Carmen Morales a causa de discrepàncies amb el guió, totes dues en Telecinco.
En 2014, s'incorpora a la sèrie de les sobretaules de Cuatro, Ciega a citas, i el 2015 a la sèrie d'Antena 3 Algo que celebrar.
El 2016 protagonitza la sèrie El hombre de tu vida al costat de José Mota a La 1. Des de 2018 interpreta a Bàrbara, professora de col·legi, a La que se avecina.

## Trajectòria

### Ballarina
- Gira amb Miliki i Rita Irasema. El flautista de Hamelin. (1988/1989)
- Espectacles del Real Conservatori Professional de Dansa de Madrid
- Diversos espectacles amb Antonio Canales.
- Diversos espectacles amb José Racero.
- Va treballar al costat del ballarí Luisillo en diversos muntatges.
- Ballarina al musical Sonrisas y lágrimas (2000)
- Ballarina al musical de flamenc Al compás son seis (2001)

### Teatre
- Una despedida de muerte
- Tr3s
- El tiempo y los Conway
- Lope de Aguirre, traidor
- La gaviota
- Aires tradicionales
- Esta noche hay que matar a Franco
- Stabat Mater
- Por los pelos (2008/2010)
- El poder de la sangre (2011/-)

### Cinema
- La fiesta (2003), com Luna, protagonista.
- The Tester (2004), com Rebeca, protagonista.
- Tensión sexual no resuelta, (2009, estrenada en 2010), com Jazz, protagonista.
- La herencia Valdemar, (2010), com Ana, secundaria.
- La herencia Valdemar II: La sombra prohibida, (2011), com Ana, secundària.

#### Sèries de televisió
| Any                   | Títol                     | Personatge       | Cadena                  | Dades        |
| --------------------- | ------------------------- | ---------------- | ----------------------- | ------------ |
| 2001                  | Mi teniente               |                  |                         | 1 episodi    |
| 2004                  | Cuéntame cómo pasó        | Silvia Bodeguero | TVE                     | 5 episodis   |
| 2004                  | La sopa boba              |                  | Antena 3                | 1 episodi    |
| 2005                  | El auténtico Rodrigo Leal | Mariaca          | Antena 3                | 12 episodis  |
| 2005                  | Aquí no hay quien viva    | Yolanda          | Antena 3                | 1 episodi    |
| 2006                  | Matrimonio con hijos      | Susi             | FOX                     | 1 episodi    |
| 2006                  | Tirando a dar             |                  | Telecinco               | 1 episodis   |
| 2006 - 2008           | Yo soy Bea                | Bárbara Ortiz    | Telecinco               | 417 episodis |
| 2010                  | Supercharly               | Miriam Baquerizo | Cuatro                  | 5 episodis   |
| 2010 - 2011           | Gavilanes                 | Rosario Montes   | Antena 3                | 11 episodis  |
| 2011 - 2012           | Cuñados                   | María            | Telecinco               | 9 episodis   |
| 2012 - 2013           | Frágiles                  | Pilar            | Telecinco               | 16 episodis  |
| 2014                  | Ciega a citas             | Laura            | Cuatro                  | 11 episodis  |
| 2015                  | Algo que celebrar         | Eva Navarro      | Antena 3                | 8 episodis   |
| 2016                  | El hombre de tu vida      | Silvia Domínguez | TVE                     | 8 episodis   |
| 2016                  | El Ministerio del Tiempo  | Irene            | TVE                     | 1 episodi    |
| 2017; 2019 - presente | La que se avecina         | Bárbara          | Telecinco               | ¿? episodis  |
| 2019 - 2020           | El pueblo                 | Isabel “Isa”     | Prime Video / Telecinco | 13 episodis  |

#### Telefilms
- Tita Cervera. La Baronesa (2011) com Blanca Cuesta, secundària.
- Rocío Dúrcal. Volver a verte (2011) com Rocío Dúrcal, protagonista.

#### Televisió
- El programa de Ana Rosa (2016) com invitada.